# Chile en los Juegos Olímpicos de México 1968
La participación de Chile en los Juegos Olímpicos de México 1968 celebrada en Ciudad de México, México, fue la decimosegunda actuación olímpica de ese país y la séptima oficialmente organizada por el Comité Olímpico de Chile (COCh). La delegación chilena estuvo compuesta de 21 deportistas —19 hombres - 2 mujeres— que compitieron en 19 eventos en 4 deportes. El abanderado fue Rolf Hoppe.

## Desempeño

### Atletismo
100 metros masculino
| Deportista  | Edad | Evento               | Posición  |
| ----------- | ---- | -------------------- | --------- |
| Iván Moreno | 26   | 100 metros masculino | 6 h2 r3/4 |

200 metros masculino
| Deportista  | Edad | Evento               | Posición  |
| ----------- | ---- | -------------------- | --------- |
| Iván Moreno | 26   | 200 metros masculino | 5 h1 r3/4 |

1,500 metros masculino
| Deportista    | Edad | Evento                 | Posición   |
| ------------- | ---- | ---------------------- | ---------- |
| Jorge Grosser | 23   | 1,500 metros masculino | AC h2 r2/3 |

Maratón masculino
| Deportista     | Edad | Evento            | Posición |
| -------------- | ---- | ----------------- | -------- |
| Ezequiel Baeza | 24   | Maratón masculino | 36°      |

110 metros vallas masculino
| Deportista        | Edad | Evento                      | Posición  |
| ----------------- | ---- | --------------------------- | --------- |
| Patricio Saavedra | 21   | 110 metros vallas masculino | 5 h4 r1/3 |

400 metros vallas masculino
| Deportista           | Edad | Evento                      | Posición  |
| -------------------- | ---- | --------------------------- | --------- |
| Juan Santiago Gordón | 25   | 400 metros vallas masculino | 7 h3 r1/3 |

Lanzamiento de jabalina masculino
| Deportista | Edad | Evento                            | Posición |
| ---------- | ---- | --------------------------------- | -------- |
| Rolf Hoppe | 23   | Lanzamiento de jabalina masculino | 24°      |

80 metros vallas femenino
| Deportista    | Edad | Evento                    | Posición  |
| ------------- | ---- | ------------------------- | --------- |
| Carlota Ulloa | 24   | 80 metros vallas femenino | 4 h3 r1/3 |

Lanzamiento de bala femenino
| Deportista  | Edad | Evento                       | Posición |
| ----------- | ---- | ---------------------------- | -------- |
| Rosa Molina | 22   | Lanzamiento de bala femenino | 12°      |

### Boxeo
Peso gallo (-54 kg) masculino
| Deportista          | Edad | Evento                        | Posición |
| ------------------- | ---- | ----------------------------- | -------- |
| Guillermo Velásquez | 23   | Peso gallo (-54 kg) masculino | 33°      |

Peso ligero (-60 kg) masculino
| Deportista | Edad | Evento                         | Posición |
| ---------- | ---- | ------------------------------ | -------- |
| Luis Muñoz | 21   | Peso ligero (-60 kg) masculino | 17°      |

Peso wélter ligero (-63,5 kg) masculino
| Deportista       | Edad | Evento                                  | Posición |
| ---------------- | ---- | --------------------------------------- | -------- |
| Enrique González | 23   | Peso wélter ligero (-63,5 kg) masculino | 17°      |

Peso wélter (-67 kg) masculino
| Deportista    | Edad | Evento                         | Posición |
| ------------- | ---- | ------------------------------ | -------- |
| Luis González | 19   | Peso wélter (-67 kg) masculino | 17°      |

Peso medio ligero (-71 kg) masculino
| Deportista      | Edad | Evento                               | Posición |
| --------------- | ---- | ------------------------------------ | -------- |
| Honorio Bórquez | 21   | Peso medio ligero (-71 kg) masculino | 17°      |

Peso medio (-75 kg) masculino
| Deportista      | Edad | Evento                        | Posición |
| --------------- | ---- | ----------------------------- | -------- |
| Misael Vilugrón | 30   | Peso medio (-75 kg) masculino | 16°      |

### Equitación
Doma individual masculino
| Deportista        | Edad | Caballo     | Puntos | Evento                    | Posición |
| ----------------- | ---- | ----------- | ------ | ------------------------- | -------- |
| Guillermo Squella | 45   | Colchaguino | 693    | Doma individual masculino | 16°      |
| Antonio Piraíno   | 40   | Ciclón      | 672    | Doma individual masculino | 20°      |
| Patricio Escudero | 33   | Prete       | 650    | Doma individual masculino | 22°      |

Doma por equipos masculino
| Deportista        | Edad | Evento                     | Posición |
| ----------------- | ---- | -------------------------- | -------- |
| Guillermo Squella | 45   | Doma por equipos masculino | 6°       |
| Antonio Piraíno   | 40   | Doma por equipos masculino | 6°       |
| Patricio Escudero | 33   | Doma por equipos masculino | 6°       |

### Tiro
Foso olímpico mixto
| Deportista        | Edad | Evento              | Posición |
| ----------------- | ---- | ------------------- | -------- |
| Juan Enrique Lira | 40   | Foso olímpico mixto | 15°      |
| Pedro Estay       | 39   | Foso olímpico mixto | 20°      |

Skeet mixto
| Deportista     | Edad | Evento      | Posición |
| -------------- | ---- | ----------- | -------- |
| Nicolas Atalah | 30   | Skeet mixto | 6°       |
| Jorge Jottar   | 39   | Skeet mixto | 7°       |